# Which Way Iz West
Which Way Iz West è il tredicesimo album in studio del rapper statunitense MC Eiht, pubblicato nel 2017.

## Tracce
1. Shut Em Down (featuring Outlawz) – 3:50
2. Represent Like This (featuring WC) – 3:23
3. Compton Zoo – 2:45
4. Heart Cold (featuring The Lady of Rage) – 3:04
5. Pass Me By (featuring B-Real) – 3:40
6. Runn the Blocc (featuring Maylay) – 4:13
7. Gangsta Gangsta (featuring Kurupt) – 6:13
8. Got That (featuring DJ Premier) – 3:40
9. Medicate (featuring Xzibit) – 2:44
10. Born to Hustle (featuring Big Mike and J Starr) – 3:46
11. Sittin' Around Smokin' – 3:22
12. As I Proceed – 3:17
13. Last Ones Left (featuring Compton's Most Wanted) – 4:45
14. 4 Tha OG'z (featuring Bumpy Knuckles) – 3:37
15. You Nia'z – 4:04